# Crataegus prona
Crataegus prona är en rosväxtart som beskrevs av William Willard Ashe. Crataegus prona ingår i Hagtornssläktet som ingår i familjen rosväxter. Inga underarter finns listade i Catalogue of Life.